# 강진 백련사 대웅전
강진 백련사 대웅전(康津 白蓮寺 大雄殿)은 대한민국 전라남도 강진군 도암면 백련사에 있는 대웅전이다. 1986년 2월 7일 전라남도의 유형문화재 제136호로 지정되었다.

## 개요
만덕산에 위치하는 백련사는 만덕사라고도 하며, 통일신라 문성왕 1년(839)에 지은 절이다.
백련사 대웅전은 신라시대에 창건했다고 전해지며, 안에는 석가모니불상이 모셔져 있다.
앞면 3칸·옆면 3칸의 규모이며, 지붕을 받치기 위해 장식하여 만든 공포는 기둥 위와 기둥 사이에도 있는 다포식 건물이다.

## 참고 자료
- 백련사대웅전 - 국가유산청 국가유산포털